# Aegophagamyia nebulosa
Aegophagamyia nebulosa är en tvåvingeart som först beskrevs av Seguy 1950.  Aegophagamyia nebulosa ingår i släktet Aegophagamyia och familjen bromsar.
Artens utbredningsområde är Madagaskar. Inga underarter finns listade i Catalogue of Life.